# Pseudoptilinus
Pseudoptilinus är ett släkte av skalbaggar som beskrevs av Leiler 1963. Pseudoptilinus ingår i familjen trägnagare.
Släktet innehåller bara arten Pseudoptilinus fissicollis.